# Kathedrale von Celaya

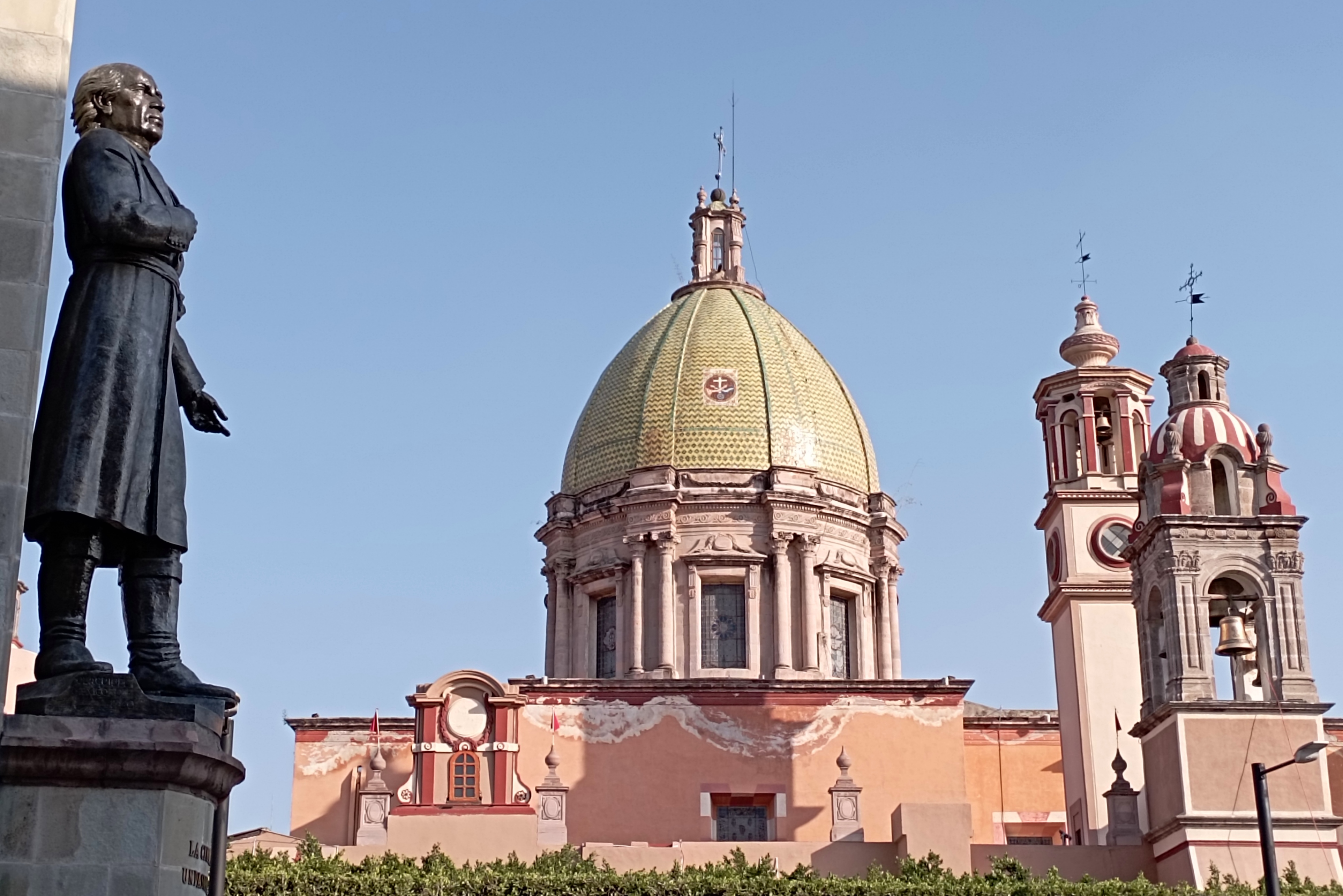
Kathedrale von Celaya

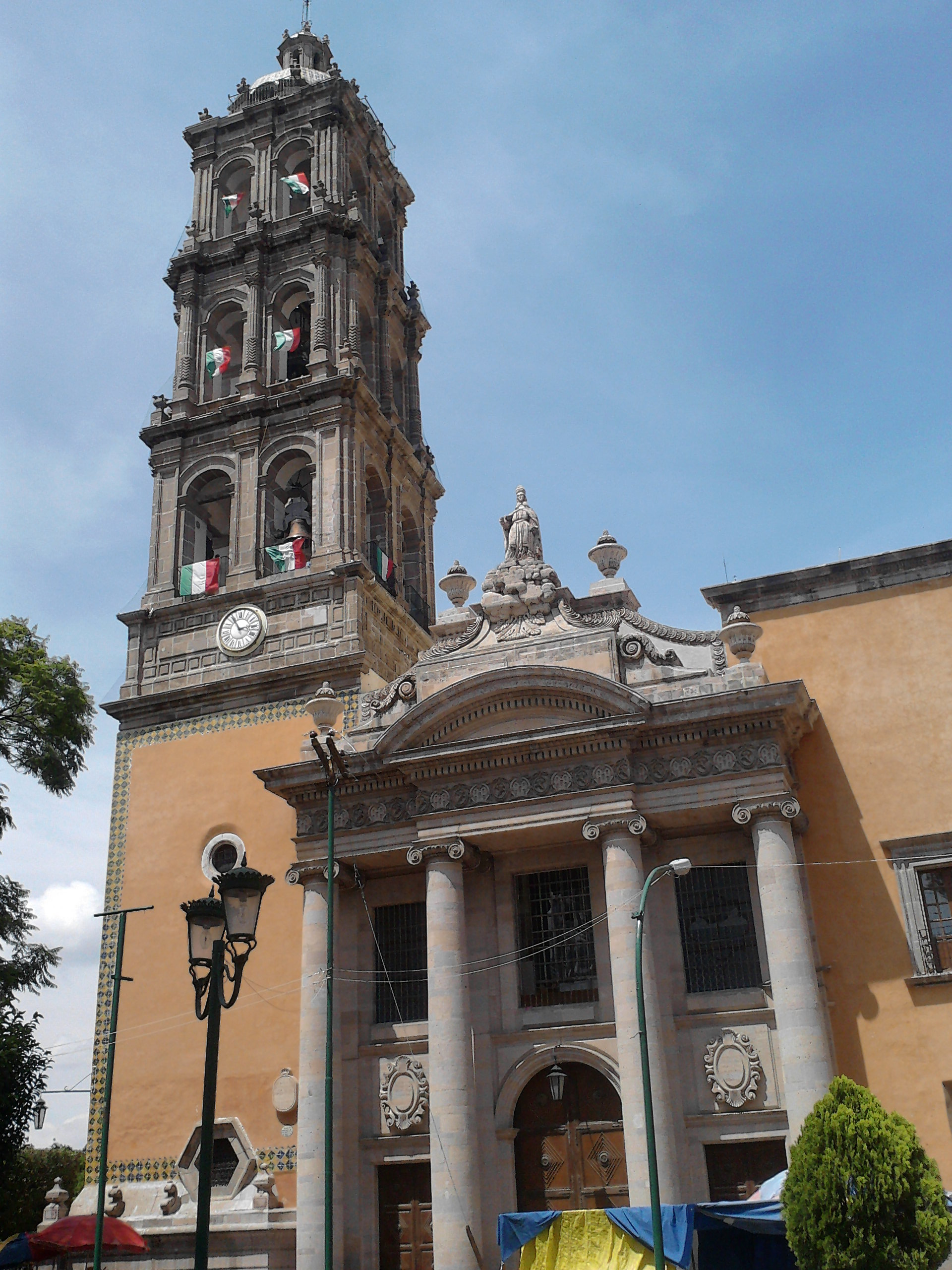
Fassade

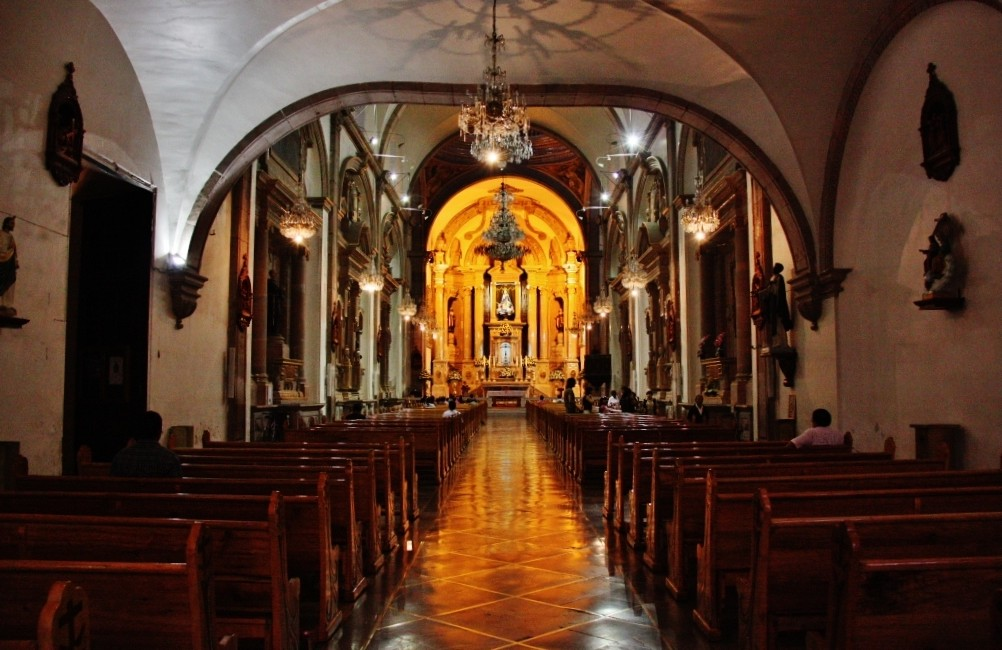
Inneres

Die Kathedrale von Celaya ist der Bischofssitz des römisch-katholischen Bistums Celaya in der Großstadt Celaya im mexikanischen Bundesstaat Guanajuato; sie trägt das Patrozinium des hl. Franziskus, ist aber auch als Catedral de la Purísima Concepción bekannt.

## Lage
Die knapp 400.000 Einwohner zählende und ca. 1750 m hoch gelegene Stadt Celaya befindet sich ca. 105 km (Fahrtstrecke) südöstlich von Guanajuato, der Hauptstadt des Bundesstaats; Mexiko-Stadt ist ca. 280 km in gleicher Richtung entfernt.

## Geschichte
Die Kirche wurde in den Jahren 1683–1725 vom Franziskanerorden erbaut und danach wiederholt ausgebessert. Das Bistum Celaya wurde erst im Jahr 1973 durch Papst Paul VI. eingerichtet.

## Architektur
Die Fassade der Kirche mitsamt ihrem Säulenportikus ist in einem eher strengen klassizistischen Stil erbaut. Der Glockenturm (campanario) ist dreigeschossig und schließt nach oben mit einer Kuppellaterne ab. Dominant und sogar ein wenig höher als der Turm ist jedoch auch die auf einem Tambour aufruhende Kuppel über der Vierung, die ebenfalls mit einer Laterne abschließt.
Das Innere der Kirche ist einschiffig, lediglich das Querschiff öffnet sich nach beiden Seiten. In den Wandnischen des Langhauses befinden sich Seitenaltäre.